# Окуньовець
Окуньовець (пол. Okuniowiec) — село в Польщі, у гміні Сувалки Сувальського повіту Підляського воєводства.
Населення — 301 особа (2011).
У 1975-1998 роках село належало до Сувальського воєводства.

## Демографія
Демографічна структура станом на 31 березня 2011 року:
|          | Загалом | Допрацездатний вік | Працездатний вік | Постпрацездатний вік |
| -------- | ------- | ------------------ | ---------------- | -------------------- |
| Чоловіки | 157     | 44                 | 106              | 7                    |
| Жінки    | 144     | 37                 | 84               | 23                   |
| Разом    | 301     | 81                 | 190              | 30                   |